# Euphorbia flavicoma
Euphorbia flavicoma DC. es una especie fanerógama perteneciente a la familia de las euforbiáceas. 

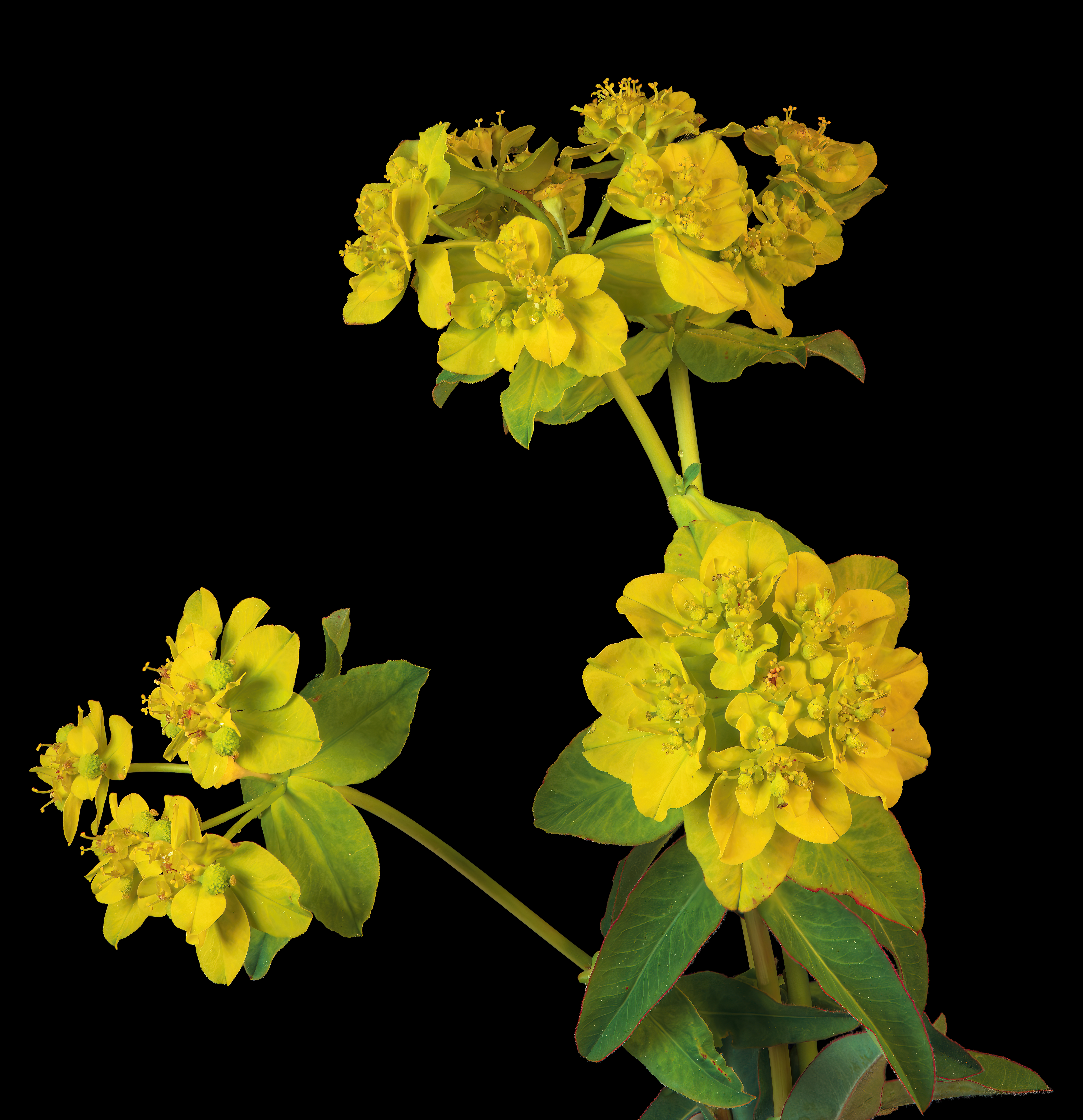
Inflorescencia

## Distribución y hábitat
Se encuentra en matorrales, pinares aclarados, pastos secos, márgenes y taludes de pistas y carreteras; sobre suelos pedregoso-calcáreos o margosos; en alturas de 0-1500 (2350) m s. n. m. en la región mediterránea occidental en el norte y sur de la península ibérica

## Descripción
Es una planta perenne, sufruticulosa, multicaule. Con el rizoma principal vertical u oblicuo, grueso. Los tallos de 6 - 50 cm de longitud, decumbentes, erecto-flexuosos o ascendentes lisos o finamente estriados, con pelos crespos, raramente glabros, muy ramificados desde la base; ramas de años anteriores a menudo persistentes y afilas, ramas laterales estériles en número muy variable y por lo general bien desarrolladas. Las hojas de 6-20 mm por 2-7 mm, polimorfas, consistentes, con frecuencia muy glaucas en los tallos estériles, las inferiores a veces arrosetadas, subsésiles o cortamente pecioladas, en general finamente serradas o serruladas en la mitad superior, con margen a menudo rojizo, raramente hialino, atenuadas o truncadas en la base, de ordinario obtusas y mucronadas, pelosas o glabras, verdes. Ciatio de 2,3-3 mm, sésil; nectarios no apendiculados, transversalmente elípticos o reniformes, amarillos o rojizos. El fruto  subgloboso a anchamente ovoideo, poco sulcado.

## Taxonomía
Euphorbia flavicoma fue descrita por Augustin Pyrame de Candolle y publicado en Catalogus plantarum horti botanici monspeliensis 110. 1813.
Etimología
Euphorbia: nombre genérico que deriva del médico griego del rey Juba II de Mauritania (52 a 50 a. C. - 23), Euphorbus, en su honor – o en alusión a su gran vientre –  ya que usaba médicamente Euphorbia resinifera. En 1753 Carlos Linneo asignó el nombre a todo el género.
flavicoma: epíteto latino que significa 
Sinonimia
- Galarhoeus flavicomus (DC.) Fourr. (1869).
- Tithymalus flavicomus (DC.) Bubani (1897).
- Euphorbia epithymoides var. flavicoma (DC.) Fiori in Fiori & al. (1901).
- Euphorbia brittingeri subsp. flavicoma (DC.) Ladero (1974). [3]
- Euphorbia brochonii Deysson
- Euphorbia diffusa Léon Dufour
- Euphorbia epithymoides f. villosa Fiori & Paol.
- Euphorbia mariolensis var. longifolia Sennen
- Euphorbia mariolensis Rouy
- Euphorbia polygalifolia f. puberula Loscos ex Willk.
- Euphorbia polygalifolia subsp. mariolensis (Rouy) Mateo & Figuerola
- Euphorbia polygalifolia subsp. vasconensis Vivant
- Euphorbia polygalifolia subsp. vasconensis Vivant ex Kerguélen & Lambinon
- Euphorbia polygalifolia var. hirta Merino
- Euphorbia polygalifolia var. minorifolia Pau
- Euphorbia sufruticulosa Lecoq & Lamotte
- Euphorbia tarraconensis Sennen
- Euphorbia verrucosa subsp. mariolensis (Rouy) Vives
- Euphorbia verrucosa var. flavescens Benth.
- Euphorbia verrucosa var. tarraconensis Sennen
- Tithymalus mariolensis (Rouy) Holub[4][5][6]